# Lycée Jean-Baptiste-Say
Pour les articles homonymes, voir JBS.
Le lycée Jean-Baptiste-Say est un établissement public local d'enseignement français regroupant un collège et un lycée ainsi que plusieurs classes préparatoires. Il est situé 11 bis, rue d'Auteuil à Paris, dans le 16e arrondissement et porte le nom d'un économiste classique français, Jean-Baptiste Say (1767-1832). Il est souvent désigné par le sigle JBS, et ses élèves sont les « Sayens ». Le lycée est desservi par les stations de métro Michel-Ange - Auteuil (lignes 9 et 10) et Église d'Auteuil (ligne 10).

## Histoire
Le pavillon central de l'actuel lycée, l'hôtel Galpin, est construit au début du XVIIIe siècle. Cet hôtel particulier est racheté en 1804 par l'industriel de la laine Étienne Ternaux-Rousseau, qui le renomme « château Ternaux » ; il y meurt en 1830. L'abbé Lévêque rachète l'édifice en 1852 et y installe l'Institution Notre-Dame, un établissement catholique qui compta jusqu'à 300 élèves. L'abbé Chardon lui succède en 1864. L'école ferme en 1870, au début de la guerre franco-prussienne,.

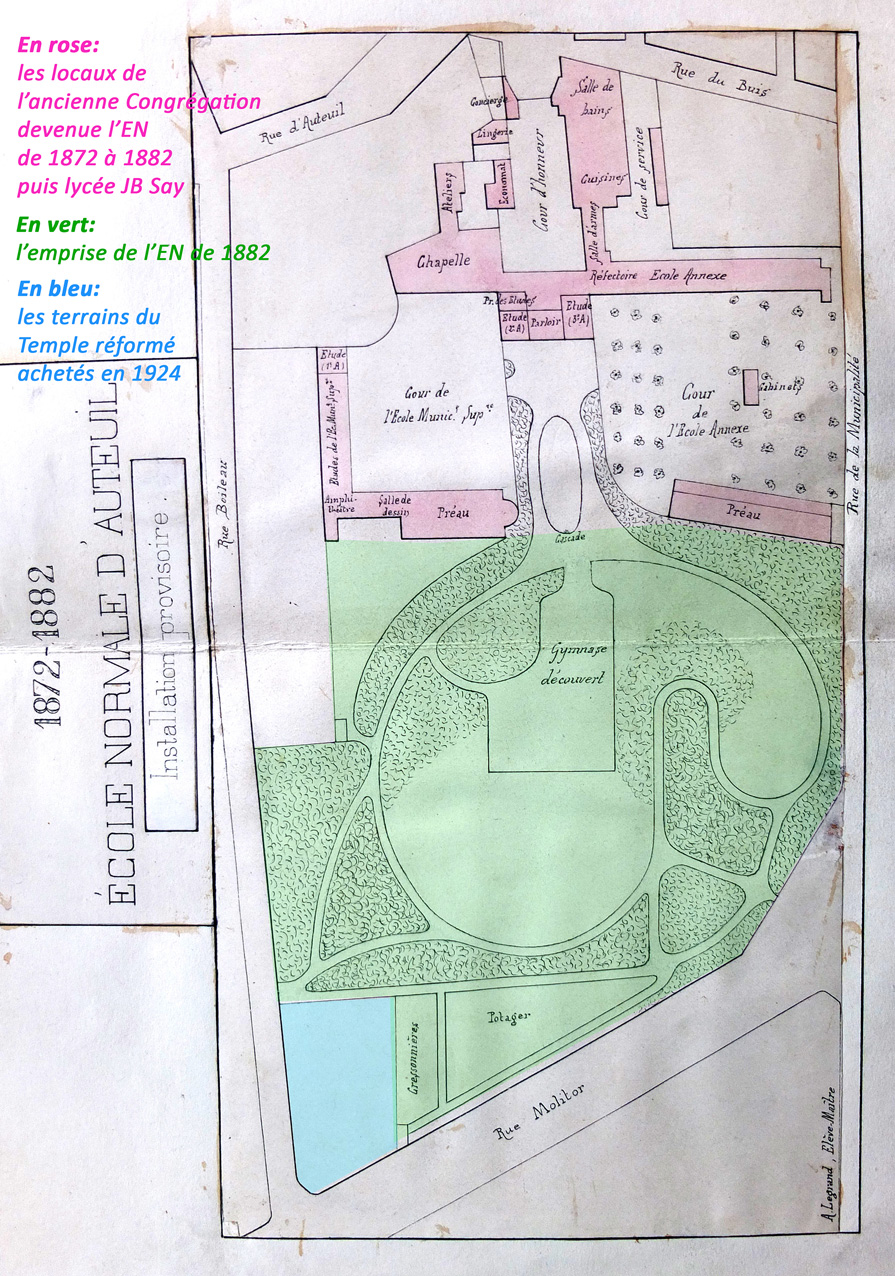
Plan du site à la fin du XIXe siècle, distinguant le premier emplacement de l'École normale d'instituteurs, futur lycée Jean-Baptiste-Say (au nord) et le parc de la propriété Ternaux (au sud), sur lequel sont construits de nouveaux locaux où déménage l'École normale d'instituteurs en 1882.

En 1872, la ville de Paris rachète le bâtiment. Octave Gréard, directeur de l'enseignement du département de la Seine, y installe l'École normale d'instituteurs de Paris. L'inauguration a lieu en présence du ministre Jules Simon.
Le site accueille aussi un établissement municipal, une école primaire supérieure (EPS) dirigée par M. Menu de Saint Mesmin, qui en 1875-1876 prend le nom d'« école Jean-Baptiste Say ». En 1882, dans le parc de l'ancienne propriété Ternaux, sur le même pâté de maisons mais donnant au sud, 10 rue Molitor, l'École normale d'instituteurs de Paris déménage dans de nouveaux bâtiments, distincts de l'EPS (voir plan ci-contre). Pour sa part, l'EPS Jean-Baptiste Say est agrandie durant des travaux qui durent de 1882 à 1897 et qui encerclent l'ancien château Ternaux de locaux modernes, sur les plans de l'architecte Germain Sallard. Dirigée par M. Marguerin puis par M. Lévêque (1891-1899), elle oriente ses formations vers l'enseignement scientifique et technologique afin de préparer ses élèves aux métiers du commerce et de l'industrie (cf. plus bas les photographies des inscriptions « Commerce » et « Industrie » sur deux frontons côté rue Chardon-Lagache).
Le ministre de l'Éducation nationale Jean Zay (1936-1939), considérant que les enseignements dispensés par les EPS et les lycées étaient devenus similaires, intègre les premiers à l'enseignement secondaire. À la suite de la loi du ministre Jérôme Carcopino du 15 août 1941 relative à l'organisation générale de l'enseignement public, l'EPS Jean-Baptiste-Say devient un « collège moderne ».
Enfin, en 1953, est créé le lycée d'État Jean-Baptiste Say, qui propose certaines filières technologiques. M. Place devient proviseur du lycée.
En mai 2017, le journal du lycée Sayen Libéré est créé par des élèves du lycée. Publié avant chaque vacances, il disparaît en juin 2018. Le journal du lycée réapparaît ensuite en octobre 2019 sous le nom de Le Sayen. En novembre 2020, Le Sayen devient un journal entièrement numérique, abordant des thématiques aussi diverses que l'actualité du lycée, la politique, la culture ou encore le sport.

## Architecture
Une partie du lycée est classée au titre des monuments historiques, par arrêté du 19 octobre 1928 : il s'agit du pavillon central, constitué par l'ancien hôtel Galpin (ou château Ternaux), l'un des derniers hôtels particuliers d'Auteuil. La protection concerne la façade du bâtiment donnant sur la première cour (9 rue du Buis - 11 bis rue d'Auteuil), ainsi que l'aménagement intérieur de deux pièces (grand salon et bureau du proviseur),.
Dans le petit jardin entre les cours intérieures se trouve le monument aux morts de la Première Guerre mondiale, inauguré le 24 avril 1921, œuvre du sculpteur Raoul Lamourdedieu, ainsi que Le Travail, une statue en bronze de Charles-Auguste Lebourg réalisée par la fonderie Thiébaut Frères.
Depuis 1954, la plupart des salles du lycée ont été nommées en l'honneur de personnages illustres, parmi lesquels des anciens élèves du lycée membres de la Résistance, des grands scientifiques et des auteurs célèbres.
Le lycée compte trois cours de récréation et un petit square, ainsi qu'un amphithéâtre, une « cour » et un « pavillon d'honneur », en plus des salles de classe (numérotées de 1 à 77). De plus, depuis quelques années, un préfabriqué occupe le centre d'une des cours de récréation, regroupant six salles (B1 à B6).

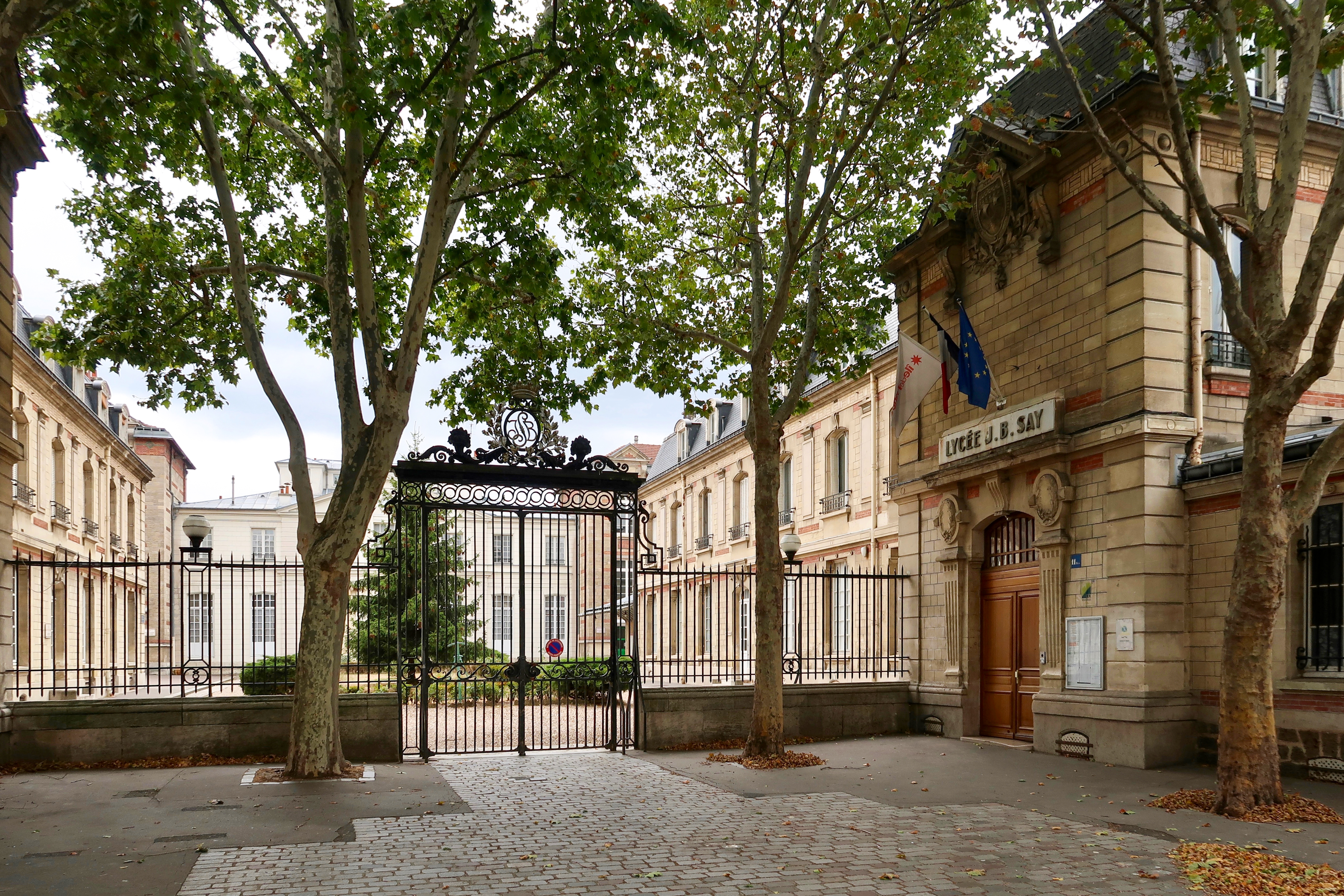
Entrée principale, rue d'Auteuil.
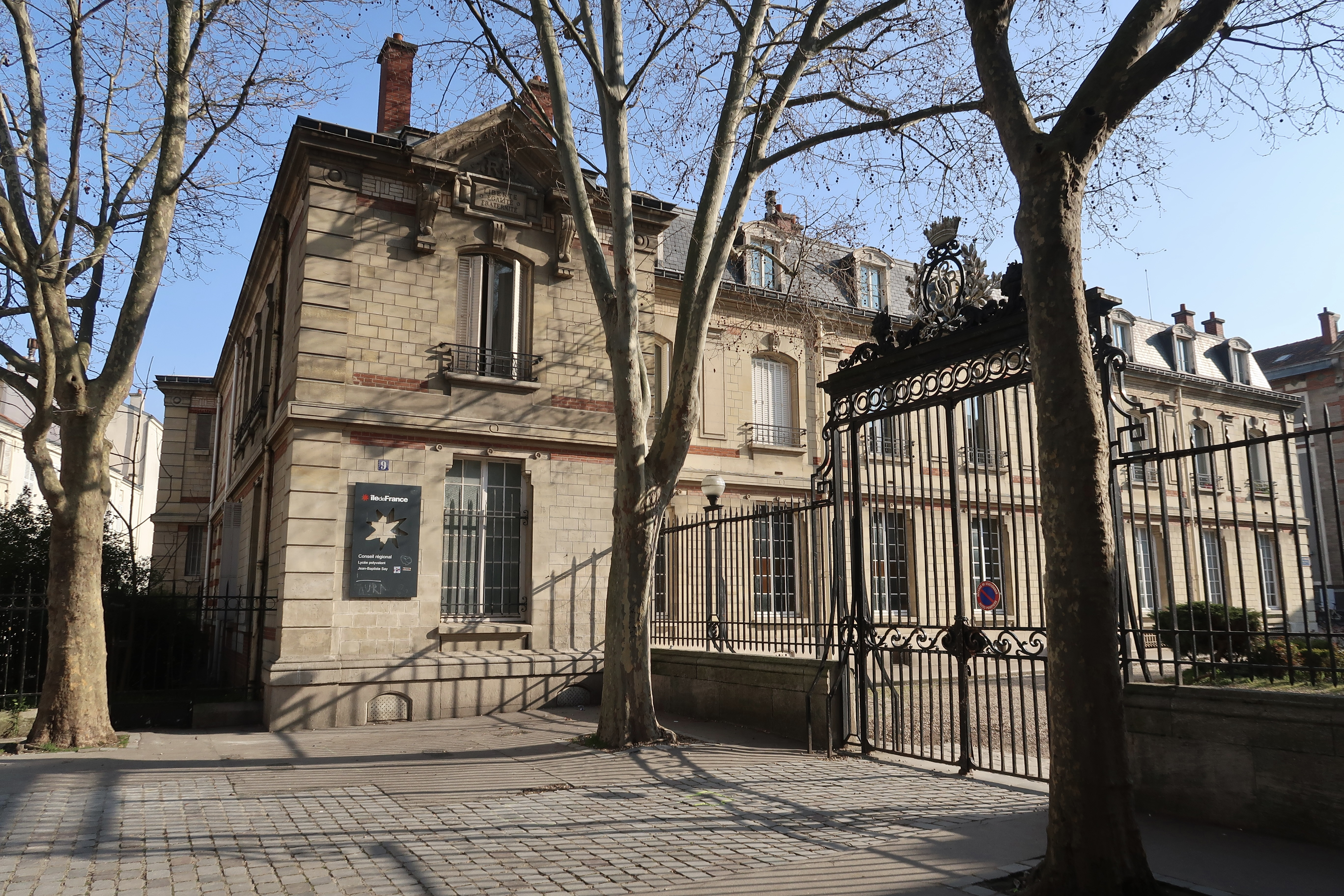
Idem.
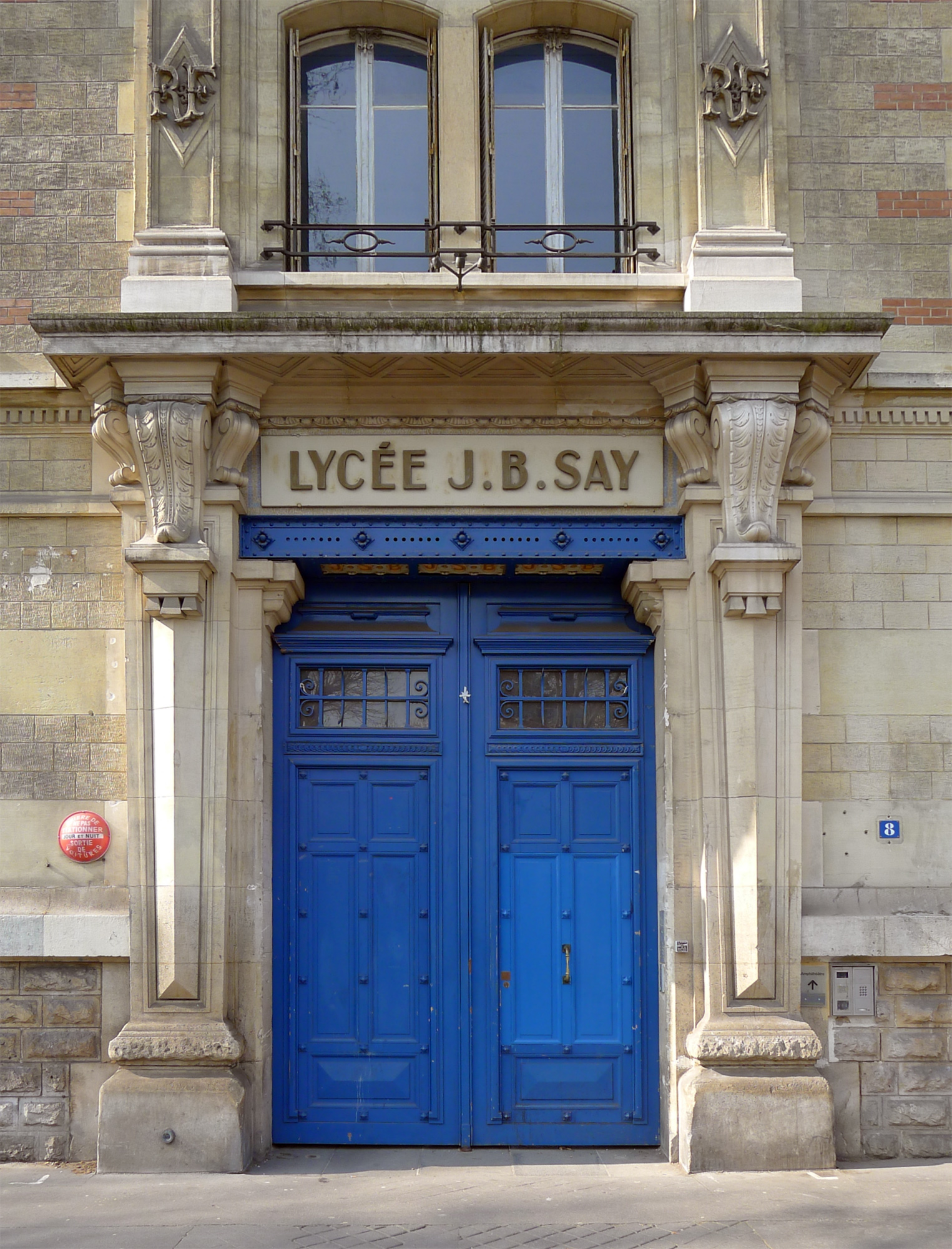
Entrée secondaire, rue Chardon-Lagache.
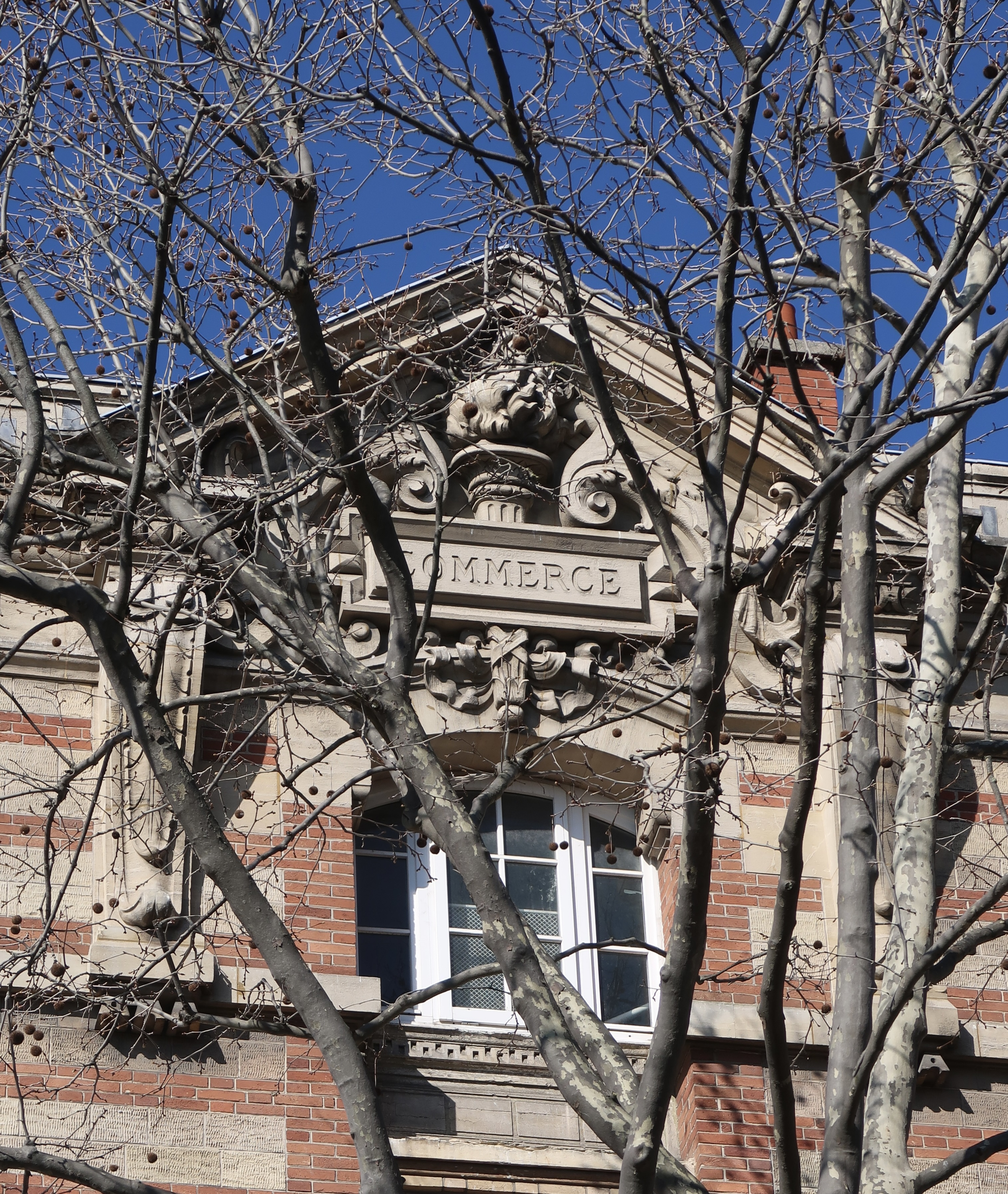
Fronton « commerce », même rue.
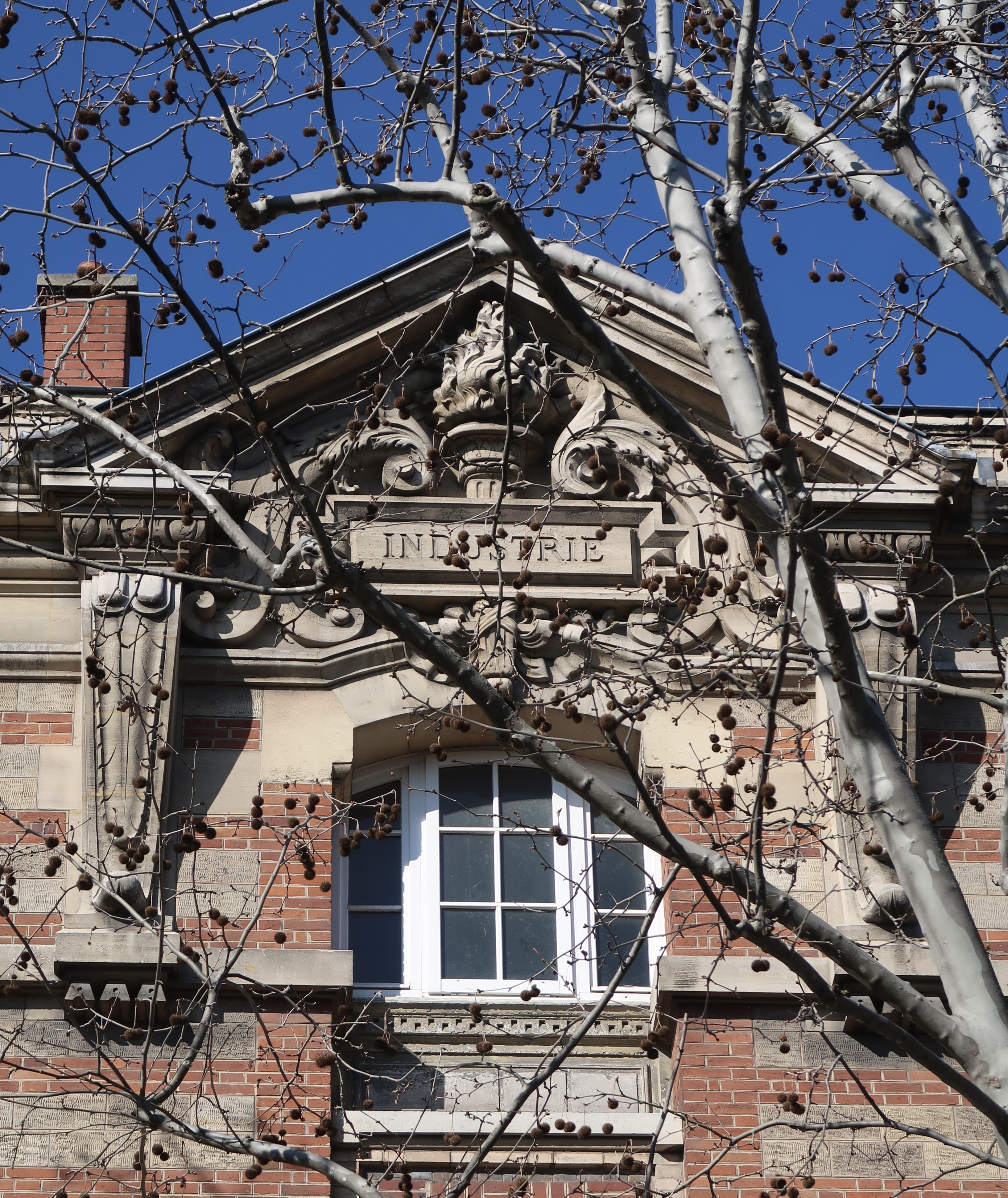
Fronton « industrie », même rue.

## Résultats

### Baccalauréat
En 2018, selon un palmarès établi par L'Express, le lycée se classe 25e sur 108 au niveau départemental quant à la qualité d'enseignement, et 59e au niveau national. Le classement s'établit sur trois critères : le taux de réussite au bac, la proportion d'élèves de première qui obtient le baccalauréat en ayant fait les deux dernières années de leur scolarité dans l'établissement, et la valeur ajoutée (calculée à partir de l'origine sociale des élèves, de leur âge et de leurs résultats au diplôme national du brevet).

### Classes préparatoires
Le lycée Jean-Baptiste-Say comporte trois classes préparatoires scientifiques : PSI, PT, BCPST.
En 2023, L'Étudiant donnait le classement suivant pour les concours de 2023 :
| Filière | Élèves admis dans une grande école* | Taux d'admission* | Taux moyen sur 5 ans | Classement national |
| --- | ----------------------------------- | ----------------- | -------------------- | ------------------- |
| PSI / PSI* | 13 / 37 élèves                      | 35,1 %            | 30,4 %               | 41e sur 122         |
| PT / PT* | 35 / 35 élèves                      | 100,0 %           | 91,4 %               | 1e sur 62           |
| BCPST | 21 / 32 élèves                      | 65,6 %            | 58,9 %               | 11e sur 55          |
| Source : Classement 2023 des prépas - L'Étudiant (Concours de 2023). * le taux d'admission dépend des grandes écoles retenues par l'étude. En filières scientifiques, c'est un panier de 11 à 17 écoles d'ingénieurs qui a été retenu par L'Étudiant selon la filière (MP, PC, PSI, PT ou BCPST). |                                     |                   |                      |                     |

## Liste des proviseurs
- 1875-1880 : Émile Marguerin (directeur)
- 1880-1888 : M. Coutant (directeur)
- 1888-1909 : Marie-Joseph Lévêque (directeur)
- 1909-1915 : M. Boitel (directeur)
- 1915-1927 : M. Haudié (directeur)
- 1927-1940 : Albert Laudet (directeur)
- 1940-1941 : Jules Place (directeur)
- 1941-1944 : Henri Béjean (principal)
- 1944-1952 : Jules Place (principal)
- 1952-1954 : M. Place
- 1954-1988 : M. Laye
- 1962-1971 : M. Serge Caffort
- 1971-1975 : M. Charles Beliard
- 1988-1994 : Monique Marceau
- 1995-2002 : Anny Duchêne-Forestier
- 2002-2008 : Gérard Patenotte
- 2008-2013 : Jacqueline Marguin-Durand
- 2013-2016 : Sylvain Gressot
- 2016-2022 : Marie-Claude Puigdemont-Proust
- Depuis 2022 : Véronique Redini

## Personnalités liées au lycée

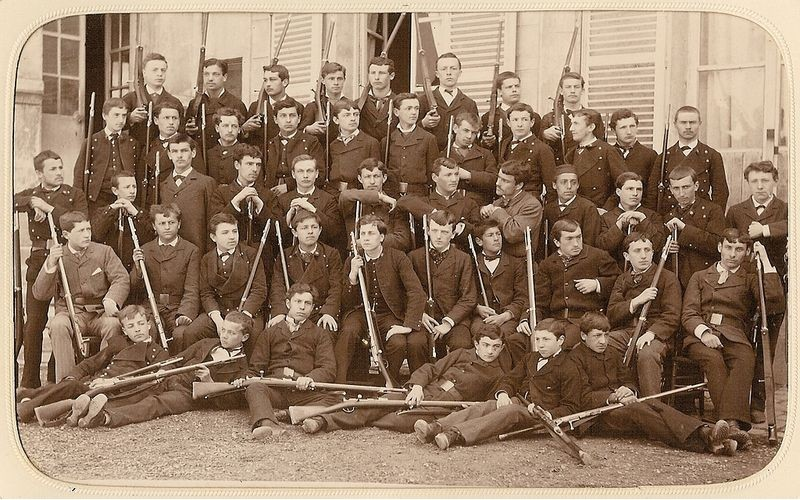
Photo de 1881.

- Stéphane Audoin-Rouzeau, historien
- Pierre Bézier, ingénieur
- Joël Bonnemaison, géographe, spécialiste de l'Océanie
- Daniel Farhi, rabbin
- Amadou Gon Coulibaly, Premier ministre de Côte d'Ivoire
- Thomas Gomart, historien
- Émile Henry, anarchiste
- Stéphane Israël, directeur d'Arianespace
- Pierre Lafue, professeur et écrivain
- Georges Montaron, journaliste
- Paul-Henri Nargeolet, océanologue
- Georges Normandy, écrivain et critique littéraire
- Yvon Palamour, ébéniste d'art, luthier, musicien breton
- Jean-François Revel, philosophe et essayiste
- Laure Saint-Raymond, mathématicienne

## Le lycée dans les arts

### Cinéma et télévision
- 1978 : La Carapate, film de Gérard Oury
- 1978 : Le Pion[11], film de Christian Gion
- 1994-2006 : Madame le Proviseur
- 1980 : Au bon beurre, téléfilm d'Édouard Molinaro (lycée dans lequel Léon Lécuyer enseigne après la guerre)[12]
- 1995 : Les Allumettes suédoises, trilogie de téléfilms, d'après le roman éponyme de Robert Sabatier
- 2006 : Paris 2011, La Grande Inondation, docu-fiction de Bruno-Victor Pujebet
- 2007 : Le Cœur des hommes 2, film de Marc Esposito
- 2009 : LOL, film de Lisa Azuelos
- 2010 : La Rafle, film de Rose Bosch
- 2010 à actuel : Clem, série télévisée de Joyce Buñuel [13]
- 2012 : L'Homme de ses rêves, téléfilm de Christophe Douchand
- 2014 : Joséphine, ange gardien, épisode 69 : « Double foyer »
- 2020 : Faites des gosses
- 2023 : Le Consentement, film de Vanessa Filho

### Littérature
Le roman La Petite Bande (Grasset, 2022) de Vincent Jaury raconte les retrouvailles, vingt ans après leur scolarité, de cinq amis du lycée Jean-Baptiste-Say.